# Каменово (Сливенская область)
Каменово (болг. Каменово) — село в Болгарии. Находится в Сливенской области, входит в общину Нова-Загора. Население составляет 520 человек.

## Политическая ситуация
В местном кметстве Каменово, в состав которого входит Каменово, должность кмета (старосты) исполняет Динко Иванов Иванов (Земледельческий народный союз (ЗНС)) по результатам выборов правления кметства.
Кмет (мэр) общины Нова-Загора — Николай Георгиев Грозев (Граждане за европейское развитие Болгарии (ГЕРБ)) по результатам выборов в правление общины.